# Averøy
Averøy là một đô thị (municipality) của hạt Møre og Romsdal, Na Uy. Averøy đã được thành lập ngày năm 1964 (Các đô thị trước đó là Kvernes, Kornstad và phần lớn lãnh thổ Bremsnes đã được sáp nhập với nhau)
Điểm tham quan du lịch Atlanterhavsveien (đường Đại Tây Dương) nối đảo và đô thị Averøy với đô thị Eide. Trước đây đi từ động Bremsnes trên Averøy đến Kristiansund bằng phà nhưng sắp tới sẽ có đường hầm dưới biển Atlanterhavstunnelen (đường hầm Đại Tây Dương), công trình dự kiến hoàn thành 2008/2009.